# トレハロースホスファターゼ
トレハロースホスファターゼ(Trehalose-phosphatase、EC 3.1.3.12)は、以下の化学反応を触媒する酵素である。
α,α-トレハロース-6-リン酸 + 水{\displaystyle \rightleftharpoons }α,α-トレハロース + リン酸
従って、この酵素の2つの基質はα,α-トレハロース-6-リン酸と水、2つの生成物はα,α-トレハロースとリン酸である。
この酵素は加水分解酵素に分類され、特にリン酸エステル結合に作用する。系統名は、α,α-トレハロース-6-リン酸ホスホヒドロラーゼ(alpha,alpha-trehalose-6-phosphate phosphohydrolase)である。デンプン及びショ糖の代謝に関与している。